# 及公进士第
及公进士第位于中国江西省景德镇市浮梁县勒功乡沧溪村，建于清代。

## 建筑
及公进士第为徽派建筑，坐西朝东，面积400平方米，包括前院、门罩、天井、正堂、后天井、厢房、阁楼，砖雕、木雕、石雕精美 。

## 保护
2018年3月9日，及公进士第公布为第六批江西省文物保护单位，编号6-3-167。